# Gerald Neugebauer
Pour les articles homonymes, voir Neugebauer.
Gerald Neugebauer, dit « Gerry » (prononcer « Gary » et non « Jerry »), né le 3 septembre 1932 et mort le 26 septembre 2014, est un astronome américain renommé pour ses travaux précurseurs en astronomie infrarouge. 

## Biographie
Neugebauer est né à Göttingen en Allemagne et est le fils d'Otto Neugebauer, un mathématicien et historien des sciences austro-américain, et de Grete Bruck. Arrivé aux États-Unis à l'âge de 7 ans, il obtint son A.B. en physique à l'université Cornell en 1954 et son Ph.D. en physique au Caltech en 1960, avec une thèse sur la photo-production de pions négatifs et positifs à partir du deutérium. 
Lors de son service militaire dans l'U.S. Army, il fut affecté au Jet Propulsion Laboratory et travailla pour le Corps de l'ordonnance jusqu'en 1962. Il rejoignit le corps enseignant du Caltech en 1962 comme professeur assistant, devenant professeur titulaire de physique en 1970. Il fut nommé professeur Howard Hughes en 1985 et président de la Division de physique, de mathématiques et d'astronomie en 1988. Il est actuellement professeur émérite de physique Robert Andrews Millikan.
Neugebauer fut directeur de l'observatoire Palomar de 1980 à 1994.
Neugebauer est internationalement reconnu comme pionnier de l'astronomie infrarouge, et il joua un rôle majeur dans l'étude en infrarouge des planètes. De plus - et principalement au travers de ses activités pour l’Infrared Astronomical Satellite (IRAS) et l’Infrared Processing and Analysis Center (IPAC) - il conduisit des études infrarouges depuis le sol et depuis l'espace des étoiles, de la Voie lactée et des autres galaxies. Ses observations et celles de ses collègues des observatoires du Mont Wilson et du Mont Palomar ont révélé des milliers de sources infrarouges du ciel, et permis d'obtenir la première image en infrarouge du centre galactique. Avec Robert B. Leighton, il réalisa le Two-Micron All-Sky Survey, le premier relevé infrarouge du ciel, qui catalogua plus de 5 000 sources infrarouges. Avec Eric Becklin, il découvrit l'objet de Becklin-Neugebauer, une source intense de rayonnement infrarouge dans la nébuleuse d'Orion qui est (en dehors du Soleil) l'objet le plus brillant du ciel aux longueurs d'onde inférieures à 10 micromètres. 
Neugebauer joua un rôle majeur dans la conception et la construction de l'observatoire W. M. Keck à Hawaï. Parmi les nombreuses récompenses et distinctions accordées à Neugebauer, on peut citer les deux médailles pour Exceptional Scientific Achievement de la NASA (1972 et 1984), le prix de Sciences Spatiales de l'American Institute of Aeronautics and Astronautics en 1985, le Richmyer Lecture Award en 1985, le prix Rumford en 1986, la chaire Henry Norris Russell en 1996, la médaille Herschel en 1998 et la médaille Bruce en 2010. Il fut désigné California Scientist of the Year en 1986 par le California Museum of Science and Industry, et fut élu membre de l'Académie nationale des sciences, de la Société américaine de philosophie, de l'Académie américaine des arts et des sciences et de la Royal Astronomical Society.
Neugebauer était marié à la géophysicienne Marcia Neugebauer, une pionnière de la recherche sur le vent solaire au Jet Propulsion Laboratory et vivaient à Tucson dans l'Arizona.

## Distinctions et récompenses
- 1986 : prix Rumford
- 1996 : Henry Norris Russell Lectureship
- 1998 : médaille Herschel
- 2010 : médaille Bruce
- L'astéroïde (3484) Neugebauer a été nommé en son honneur ainsi qu'en celui de son père Otto Neugebauer et de son épouse Marcia Neugebauer.